# Масловський Сергій Дмитрович
Сергі́й Дми́трович Масловський (23 серпня (4 вересня) 1876, Москва — 22 квітня 1943, Іркутськ) — політик, громадський діяч, письменник, публіцист, бібліотекар. Надвірний радник, полковник. Батько — генерал-майор Дмитро Федорович Масловський, викладач історії військового мистецтва Академії Генерального штабу.

## Освіта
Навчався в Московській приватній гімназії імені Ф. Креймана. В 1895 році вступив на фізико-математичний факультет Санкт-Петербурзького університету. Навесні 1899 року весь курс за участь у студентських виступах був відрахований з університету. В 1900 році працював письмоводителем у Товаристві боротьби з заразними хворобами. В 1901 році екстерном склав екзамени й отримав диплом.

## Орієнталіст
Володів п'ятьма мовами. З метою взяти участь у закритому університетському конкурсі на медаль за темою «Досвід антропологічної характеристики одної з народностей Російської імперії» в 1896 році звернувся до президента Географічного товариства Семена Тянь-Шанського з проханням приділити його до антропологічної експедиції Липського-Барщевського на Памір. Самостійно двічі (1896, 1897) обстежив побут таджиків. Автор нарисів «Таджики», «Гальча». Залишив перше наукове описання культури язгулямців. За антропологічні дослідження нагороджений золотою медаллю. За участь в експедиції комісії з чуми принца Олександра Ольденбурзького отримав орден св. Станилава. У складі комісії був прийнятий імператором Миколаєм II в Лівадійському палаці, відбув поїздку у Закавказзя і Середню азію. Досліджував традиції дервішів Середньої Азії (Самарканд).
Працював у бібліотеці Миколаївської воєнної академії. Завідував бібліотекою, музеєм, типографією, видавництвом академії.

## Конспіративна діяльність
З 1904 року за посередництвом Олександра Іванчина-Писарева став членом Партії соціалістів-революціонерів. Голова Бойового робітничого союзу. З весни 1905 член центрального комітету Військового союзу. Влітку 1905 року нелегально їздив у Париж.
Бойова дружина Масловського стратила Гапона. Брав участь у свеаборзькому повстанні. В грудні 1905 причетний до створення барикад у Москві. Готував повстання в Кронштадті й Петербурзі. В 1906 році підготував брошуру «Вуличні бої. Конспект лекцій, прочитаних начальникам дружин Бойового робітничого союзу». Після реорганізації Військового союзу став членом центрального комітету Всеросійського офіцерського союзу. Редактор часопису «Народна армія» (1906—1908).
Автор уставу ложи «Великий Схід народів Росії».
Арештований в травні 1910 року. Звинувачений у приналежності до руху автономістів, підготовку повстання в Фінляндії, ув'язнений в Петропавлівській фортеці. Звільнений в квітні 1911 року за відсутністю доказів.

## Громадські ініціативи
Організатор проведення в 1911 році Першого всеросійського бібліотечного з'їзду.
В 1915—1917 роках організатор і перший голова правління Петроградського союзу споживацьких товариств.

## Участь в революції
З 27 лютого 1917 року керував працею військової комісії Часового виконкому Ради робітничих депутатів Петрограду. В лютому 1917 р. призначений надзвичайним комісаром Петроградської ради. Відряджений для арешту імператора Миколая II в Царське село. Заступник голови Ради офіцерів 27 лютого. Як голова воєнної комісії Петроградської Ради намагався підпорядкувати собі військові частини столиці. У травні — член виконкому Петроградської Ради. В жовтні 1917 р. комендант Червоної гвардії Різдвяного району Петербургу.
Депутат Другого Всеросійського з'їзду Рад робітничих і солдатських депутатів. Депутат Установчих зборів. Член Президії Всеросійської центрального виконавчого комітету (грудень 1917 — січень 1918 р.). Яків Свердлов пропонував призначити Масловського наркомом військових і морських справ. Голова комісії ВЦВК з формування партизанських військ. Згодом комісар партизанських формувань і з'єднань при Вищій військовій раді. 8-30 квітня 1918 року командував відступом радянських військ під Воронежом.

## Берестейський мир
Брав участь в [[Берестейських мирних перемовах у складі першої делегації РСФСР на чолі з Адольфом Іоффе. Автор спогадів, «Берестейські перемови». Виступив з тезою: «Якщо не війна, то повстання». Пояснював її так: «Соціаліст загалом не може воювати за державу, бо вона не може бути його батьківщиною. Соціаліст знає тільки повстання — боротьбу пригніченого класу проти гнобителів».

## Член Партії лівих есерів
Член ЦК партії лівих есерів. Доповідав на з'їзді партії про мирні перемови в Бересті. Як прихильник союзу з більшовиками в квітні 1918 року переведений в кандидати в члени ЦК партії лівих есерів. В липні 1918 не був обраний до ЦК. Керівник військового відділу. 6 липня 1918 року арештований за участь у спробі перевороту. Ув'язнений в Кремлі. Звільнений 1 серпня 1918 року.

## Борьбист
18 квітня 1918 року на таганрозькій сесії ЦВК Рад України обраний до складу Всеукраїнського бюро для керівництва повстанською боротьбою проти німецьких окупантів. Народний секретар з військових справ радянської України. В грудні 1918 року став членом ЦК Української партії лівих есерів (борьбистів). В травні 1919 року переїхав до Києва. Член редакцій газети «Боротьба» і часопису «Зорі». Член колегії київської губпрофради, завідувач редакції відділу Всевидаву, завідувач бібліотечної справи Наркомпросу. В жовтні-грудні 1919 організатор київського антиденікінського підпілля, голова військового відділу партії борьбистів. Делегований партією до Всеукраїнського військово-революційного комітету, відмовився від участі в ньому з політичних міркувань. Противник самоліквідації партії борьбистів. Завідувач відділу мистецтва і книги київського губернського виконкому. В 1920 році працював у Зафронтовому бюро Реввійськради XII армії. Член урядової комісії з розслідування злочинів польської армії. Працівник Закордонного бюро КП(б)У. На Другому всеукраїнському з'їзді рад співдоповідач секретаря Комінтерну з міжнародного питання. Працівник київського Будинку друку.
З липня 1920 року працює в профспілках. Керівник київського відділення всеукраїнського бюро Російського телеграфного агентства. Заступник завідувача Агітпросвіту Політвідділу Південно-західної залізниці.
З 1921 року в Москві. Голова відділу друку Центрального бюро інформації і зв'язку Наркомшляху.
Влітку 1921 року очолив бібліотеку Соціальної академії громадських наук.

## Внесок у розвиток бібліотечної справи
Керував бібліотечною секцією Мосради, входив до складу комісії Наркомпросу України, член комісії з регулювання бібліотечної справи. Був співробітником бібліотечного підвідділу Наркомпросу України, член комісії з реорганізації бібліотечної справи.
Автор «Положения о библиотечном подотделе», в якому розписані організаційні функції центрального органу єдиної мережі наукових та спеціальних бібліотек.

## Літературна діяльність
В 1912—1914 роках член редколегії часопису «Заповіти», заввідділу внутрішньополітичного життя. В 1915 році помічник редактора «Вісті Миколаївського військового училища». З 1916 року один з засновників літературного руху «Скифи», автор однойменної збірки.
Редактор Червоного Інтернаціоналу профспілок в 1921—1926 рр.. В 1925—1930 роках заступник головного редактора і завідувач контрольної редакції «Великої радянської енциклопедії». З 1929 року член Всеросійського союзу радянських письменників. В 1938 році рішенням ЦК ВКП(б) призначений біографом В.Молотова. В 1938—1940 роках керівник творчої кафедри Літературного інституту Союзу письменників СРСР.
В 1921 році редактор приватного видавництва «Дінниця», приватного часопису «Екран». Намагався зорганізувати часопис «Основи». Член Московської ради Вільної філософської асоціації. З вересня 1921 року заступник голови Московської ради, з 1922 — її фактичний голова. З 1930 року один із засновників та членів редакції журналу «ЛОКАФ» (пізніше «Прапор»), заввідділом прози. З 1931 року редактор видавництва «Федерація».

## Твори
- «На окраїні» (1900)
- «Класова боротьба в Німеччині» (1924)
- «Дах світу» (1925)
- «На крові» (1927)
- «Загибель царизму» (1927)
- «Союз важкої кавалерії» (1929)
- «Без себе» (1930)
- «Патріонці» (1932)
- «Чорний Магома» (1932)
- «Втрачений і повернутий халат» (1932)
- «Як підпоручик завойовував Індію» (1933)
- «Останній солдат» (1933)
- «Напередодні. 1917» (1937)
- «Грач, птиця весняна»(1937)